# Chunya (huyện)
Chunya là một huyện thuộc vùng Mbeya, Tanzania. Thủ phủ của huyện Chunya đóng tại Makongorosi. Huyện Chunya có diện tích 27065 ki lô mét vuông. Đến thời điểm điều tra dân số ngày 25 tháng 8 năm 2002, huyện Chunya có dân số 205915 người.